# Ганкель, Мария
Мария Ганкель (нем. Marie Hankel; 2 февраля 1844, Шверин — 15 декабря 1929, Дрезден) — первая поэтесса на эсперанто.

## Биография
Мария Ганкель изучила язык эсперанто в возрасте 61 года, после чего активно влилась в эсперанто-движение. В 1908 году она стала соорганизатором Всемирного конгресса эсперантистов в Дрездене. В 1909 году на литературном конкурсе, проведённом в рамках следующего Всемирного конгресса эсперантистов в Барселоне, она была удостоена первого приза за своё стихотворение «Символ любви» (La simbolo de l’amo). В дальнейшем — помимо литературной деятельности — Ганкель до самой смерти руководила дрезденским эсперанто-клубом. Также в 1911 году ею был организован Союз писателей-эсперантистов, первым председателем которого она являлась.

## Творчество
Ганкель в своих стихах выражала идеалистические тенденции эсперантизма довоенного времени. Главным собранием её произведений стал сборник стихотворений и рассказов «Песчинки» (Sableroj, 1911).